# اگراگ
اگراگ (به مجاری: Egerág) یک منطقهٔ مسکونی در مجارستان است که در ناحیه پچ واقع شده‌است. اگراگ ۱۳٫۰۱ کیلومتر مربع مساحت و ۹۶۸ نفر جمعیت دارد.